# Claire Clouzot
Pour les articles homonymes, voir Clouzot.
Claire Clouzot est une journaliste et réalisatrice française née le 2 août 1933 à Paris où elle est morte le 2 février 2020,.

## Biographie
Fille du photographe et artiste peintre Rémy Duval, petite-cousine du réalisateur Henri-Georges Clouzot, Claire Clouzot a été journaliste, reporter et critique de cinéma, avant de réaliser en 1980 son unique long métrage, L'Homme fragile, avec Richard Berry, Françoise Lebrun et Didier Sauvegrain.
De novembre 1964 à décembre 1986, elle collabore à la revue Cinéma.
Elle participe à la revue Écran pendant toute la durée de sa parution de janvier 1972 à fin 1979.
Elle collabore également aux journaux Biba et 20 ans.
Elle participe à l'émission Panorama sur France Culture. 
Elle a assuré la fonction de déléguée générale de la Semaine de la Critique, pour les trois éditions cannoises de 2002, 2003 et 2004, durant lesquelles deux premiers longs métrages de cette section ont obtenu la Caméra d'Or : Reconstruction de Christoffer Boe en 2003 et Mon trésor de Keren Yedaya en 2004.

## Filmographie
- 1981 : L'Homme fragile avec Richard Berry et Françoise Lebrun.
- 1986 : Rémy Duval, 28 place des Vosges (court métrage)

## Publications
- Le Cinéma français depuis la Nouvelle Vague, Fernand Nathan, 1972
- Autobiographie d'une pionnière du cinéma, 1873-1968, Alice Guy (avec la collaboration de Nicole-Lise Bernheim), Denoël/Gonthier, 1978
- Catherine Breillat. Indécence et pureté, Cahiers du cinéma, 2004
- La Saga des Clouzot et le cinéma, avec Étienne et Henri Clouzot, Association cinémathèque en Deux-Sèvres, 2007